# Ferula fontqueri
Ferula fontqueri là một loài thực vật có hoa trong họ Hoa tán. Loài này được Jury mô tả khoa học đầu tiên năm 1996.